# Armbruster Kristóf
Armbruster Kristóf (Ormpruszt, Armpruster, Armbrust) (Nagyszeben, ? – 1600) kancelláriai tisztviselő
1547. február 23-án Wárdai Tamás és Petrus Paulinus Padovai Sbardelatti Ágoston esztergomi nagyprépostnak kegyeibe ajánlották, mivel szegénysége gátolta tanulmányainak folytatásában. Jó kapcsolatban állt a Révai-családdal, ezt gyakori levélváltásaik igazolják. Tanulmányai végeztével I. Ferdinánd magyar király udvari embere lett, ezután a magyar kancelláriában Oláh Miklós mellett szolgált. Verancsics Antal és Forgách Ferenc barátja volt. 1550-ben részt vett az augsburgi birodalmi gyűlésen. Egyetlen megjelent versét eredetileg németül írta, de magyar nyelven adta ki, ezáltal fontos nyelvemlék is:
Gonoz azzonyembereknek erkelchekroel vallo aenek, kit zerze zebeni Ormprust Christoff kopot ebagnenak bozzusagara, kit oztan egij baratia keressere magiar nielure fordita. Bécs, 1550.
Az éneket augsburgi tanulóéve alatt írta arról az asszonyról, akitől szobát bérelt. A hölgy igen rosszul bánt vele, fűtetlen szobát adott ki neki, és rendkívül keveset adott neki enni. Így ír erről:
Nagy sokképen szegén legént háborítja vala,
Magyar étket ő nékie hogy nem adott vala.
A háziasszony a saját férjével sem bánt kíméletesebben:
Az szobából éjjel-nappal kikergeti vala,
Nagy szitkokkal és átkokkal igen feddi vala.